# Dąbrówka (powiat zielonogórski)
Dąbrówka (niem. Dorotheenau) – wieś w Polsce położona w województwie lubuskim, w powiecie zielonogórskim, w gminie Kargowa.
W latach 1975–1998 miejscowość administracyjnie należała do województwa zielonogórskiego.